# ليندسي
ليندسي (بالإنجليزية: Lindsay, Oklahoma)‏ هي مدينة تقع بولاية أوكلاهوما في الولايات المتحدة. تبلغ مساحة هذه المدينة 6.1 (كم²)، وترتفع عن سطح البحر 297 م، بلغ عدد سكانها 2889 نسمة في عام 2010 حسب إحصاء مكتب تعداد الولايات المتحدة.

## التركيبة السكانية
حدّد مكتب تعداد الولايات المتحدة بيانات التركيبة السكانية لليندسي في تعداد الولايات المتحدة. في ما يلي، التركيبة السكانية حسب تعدادي 2000 و2010.

### تعداد عام 2000
بلغ عدد سكان ليندسي 2,889 نسمة بحسب تعداد عام 2000، وبلغ عدد الأسر 1,244 أسرة وعدد العائلات 795 عائلة مقيمة في المدينة. في حين سجلت الكثافة السكانية 472.1 نسمة لكل كيلومتر مربع (1,222.7/ميل2). وبلغ عدد الوحدات السكنية 1,446 وحدة بمتوسط كثافة قدره 236.3 لكل كيلومتر مربع (612.0/ميل2).
وتوزع التركيب العرقي للمدينة بنسبة 90.86% من البيض و0.14% من الأمريكيين الأفارقة و4.92% من الأمريكيين الأصليين و0.10% من الأمريكيين ذوي الأصول الآسيوية و0.03% من سكان جزر المحيط الهادئ و0.76% من الأعراق الأخرى و3.18% من عرقين مختلطين أو أكثر و1.25% من الهسبانيون أو اللاتينيون من أي عرق.
بلغ عدد الأسر 1,244 أسرة كانت نسبة 29.4% منها لديها أطفال تحت سن الثامنة عشر تعيش معهم، وبلغت نسبة الأزواج القاطنين مع بعضهم البعض 52.1% من أصل المجموع الكلي للأسر، ونسبة 9.4% من الأسر كان لديها معيلات من الإناث دون وجود شريك، بينما كانت نسبة 2.4% من الأسر لديها معيلون من الذكور دون وجود شريكة وكانت نسبة 36.1% من غير العائلات. تألفت نسبة 34.5% من أصل جميع الأسر من عدة أفراد يعيشون في نفس المنزل ونسبة 21.7% كانت تتألف من شخص يعيش بمفرده يبلغ من العمر 65 عاماً أو أكثر. وبلغ متوسط حجم الأسرة المعيشية 2.28، أما متوسط حجم العائلات فبلغ 2.91.
بلغ العمر الوسطي للسكان 40.2 عاماً. وكانت نسبة 23.3% من القاطنين تحت سن الثامنة عشر، وكانت نسبة 8.5% بين الثامنة عشر والرابعة والعشرين عاماً، ونسبة 24.1% كانت واقعةً في الفئة العمرية ما بين الخامسة والعشرين والرابعة والأربعين عاماً، ونسبة 19% كانت ما بين الخامسة والأربعين والرابعة والستين، ونسبة 23.2% كانت ضمن فئة الخامسة والستين عاماً فما فوق. يوجد لكل 100 أنثى 82.7 ذكر، ويوجد لكل 100 أنثى في الثامنة عشر من عمرها فما فوق 79.0 ذكر.
بلغ متوسط دخل الأسرة في المدينة 26,667 دولارًا، أما متوسط دخل العائلة فبلغ 35,208 دولارًا. وكان متوسط دخل الذكور 26,831 دولارًا مقابل 18,207 دولارًا للإناث. وسجل دخل الفرد الخاص بالمدينة 14,320 دولارًا. وكانت نسبة 9.9% من العائلات ونسبة 15.6% من السكان تحت خط الفقر، وكان من هؤلاء نسبة 20% تحت سن الثامنة عشر ونسبة 12.5% في الخامسة والستين من العمر وما فوق.

### تعداد عام 2010
بلغ عدد سكان ليندسي 2,840 نسمة بحسب تعداد عام 2010، وبلغ عدد الأسر 1,211 أسرة وعدد العائلات 764 عائلة مقيمة في المدينة. في حين سجلت الكثافة السكانية 464.1 نسمة لكل كيلومتر مربع (1,202.0/ميل2). وبلغ عدد الوحدات السكنية 1,393 وحدة بمتوسط كثافة قدره 227.6 لكل كيلومتر مربع (589.5/ميل2).
وتوزع التركيب العرقي للمدينة بنسبة 87.85% من البيض و0.18% من الأمريكيين الأفارقة و6.02% من الأمريكيين الأصليين و0.07% من الأمريكيين ذوي الأصول الآسيوية و2.92% من الأعراق الأخرى و2.96% من عرقين مختلطين أو أكثر و5.95% من الهسبانيون أو اللاتينيون من أي عرق.
بلغ عدد الأسر 1,211 أسرة كانت نسبة 28.8% منها لديها أطفال تحت سن الثامنة عشر تعيش معهم، وبلغت نسبة الأزواج القاطنين مع بعضهم البعض 45.7% من أصل المجموع الكلي للأسر، ونسبة 12.3% من الأسر كان لديها معيلات من الإناث دون وجود شريك، بينما كانت نسبة 5% من الأسر لديها معيلون من الذكور دون وجود شريكة وكانت نسبة 36.9% من غير العائلات. تألفت نسبة 33.1% من أصل جميع الأسر من عدة أفراد يعيشون في نفس المنزل ونسبة 18.2% كانت تتألف من شخص يعيش بمفرده يبلغ من العمر 65 عاماً أو أكثر. وبلغ متوسط حجم الأسرة المعيشية 2.30، أما متوسط حجم العائلات فبلغ 2.91.
بلغ العمر الوسطي للسكان 41.1 عاماً. وكانت نسبة 23.1% من القاطنين تحت سن الثامنة عشر، وكانت نسبة 7.6% بين الثامنة عشر والرابعة والعشرين عاماً، ونسبة 23.3% كانت واقعةً في الفئة العمرية ما بين الخامسة والعشرين والرابعة والأربعين عاماً، ونسبة 24.4% كانت ما بين الخامسة والأربعين والرابعة والستين، ونسبة 21.6% كانت ضمن فئة الخامسة والستين عاماً فما فوق. وتوزع التركيب الجنسي للسكان بنسبة 47.4% ذكور و52.6% إناث.

## أعلام
- ريكس سيسيل

## وصلات خارجية
- The US50 - Cities and Towns in Oklahoma State